# Überhitzer

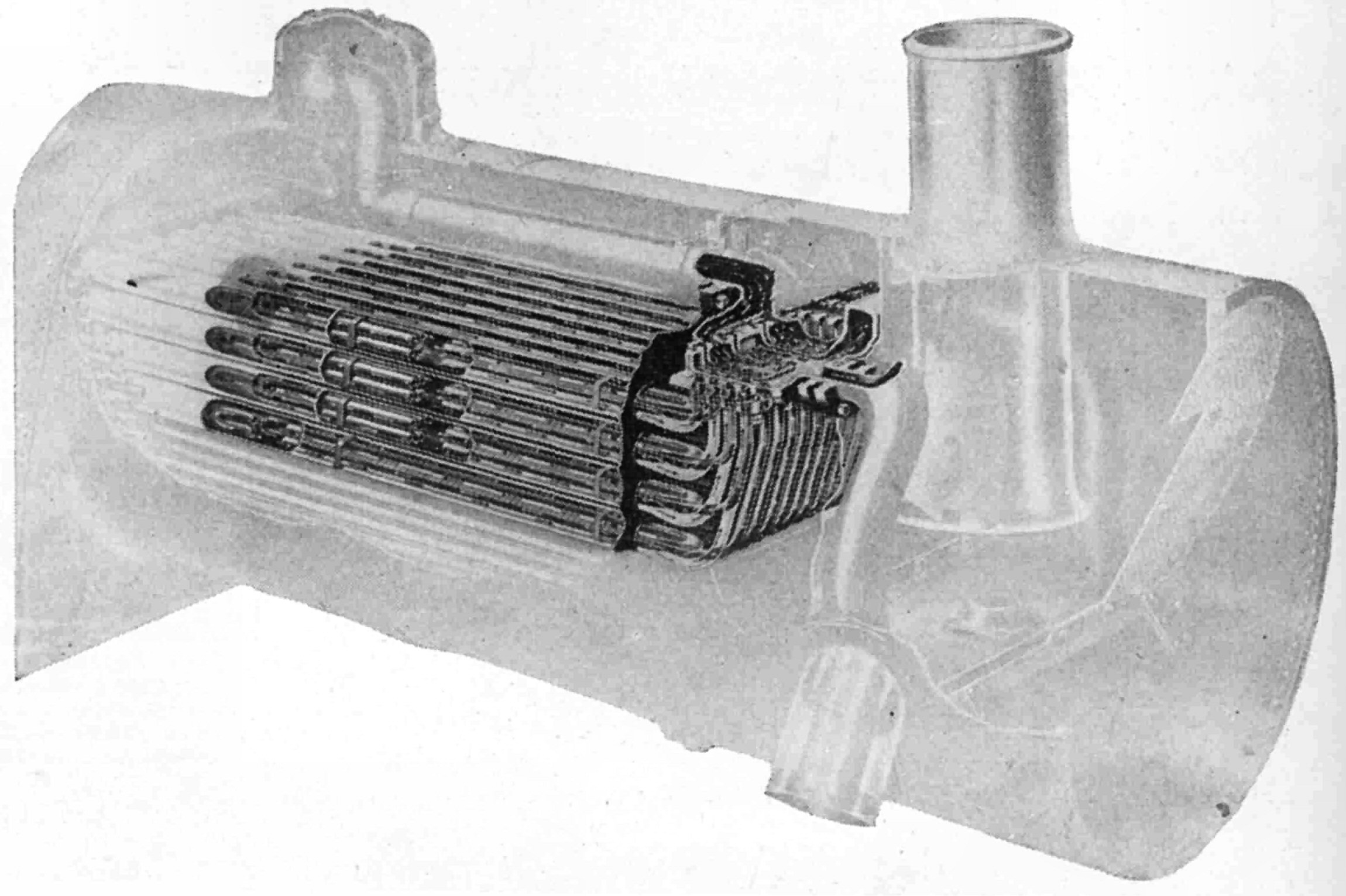
Anordnung des Überhitzers im Kessel

Ein Überhitzer ist Teil einer Dampfkesselanlage, bei der Wasserdampf, der im Kessel erzeugt wurde, über seine Verdampfungstemperatur hinaus weiter erhitzt wird. Betreibt man mit diesem überhitzten Dampf eine Wärmekraftmaschine, so arbeitet diese Maschine effizienter (siehe Carnot-Wirkungsgrad).

## Allgemeines
Wasserdampf mit einer Dampftemperatur oberhalb der Sattdampftemperatur wird als Heißdampf bezeichnet. Im Falle von Wasserdampf mit einem Druck von 1,013 bar ist der Dampf dann überhitzt, wenn seine Temperatur über dem atmosphärischen Siedepunkt liegt, also über 100 °C.
Kesselanlagen werden mit Überhitzern ausgerüstet, wenn Arbeitsmaschinen (Dampfturbine oder Dampfmotor) angetrieben werden. Die Überhitzung beim Betrieb von Dampfturbinen dient der Erhöhung des Anlagenwirkungsgrades und vermeidet eine Schädigung der Turbinenschaufeln durch kondensierte Flüssigkeitstropfen. Zur besseren Energieausnutzung des erzeugten Dampfes werden bei Kraftwerken mit höheren Dampfdrücken mehrere Überhitzer angeordnet. In modernen fossil befeuerten Großkesselanlagen werden Überhitzungstemperaturen bis 650 °C erreicht. In größeren Kesselanlagen werden zusätzlich Zwischenüberhitzer eingebaut, um den Dampf hinter der Hochdruckturbine nochmals zu erhitzen. Die Hochdruckturbine ist so ausgelegt, dass der Dampf hinter der Turbine eine Enthalpie aufweist, die eine geringfügige Kondensation von Wasserdampf zulässt. Der entnommene Dampf wird nunmehr im Zwischenüberhitzer (ZÜ) des Dampfkessels nochmals erhitzt und kann dann auf eine Mittel- oder Niederdruckturbine geleitet werden.
Bei Anlagen mit mehrstufigen Arbeitsmaschinen (Verbundwirkung) wird auch zwischen den einzelnen Stufen eine Zwischenüberhitzung angewandt, das heißt, der Dampf wird von der ersten Stufe der Arbeitsmaschine wieder zum Kessel geführt, dort erneut aufgeheizt und zur nächsten Stufe der Arbeitsmaschine geleitet, um eine bessere exergetische Ausnutzung zu erreichen und eine Kondensation in der Arbeitsmaschine gering zu halten.
Überhitzer wurden erstmals um 1890 von Wilhelm Schmidt, einer Anregung Carl von Lindes folgend, ausgeführt und etablierten sich rasch in stationären Anlagen. Auch Dampflokomotiven wurden etwa seit der Jahrhundertwende mit Überhitzern ausgerüstet. Die Gründe für die spätere Einführung lagen darin, dass erst um diese Zeit Schmiermittel aufkamen, bei denen der Flammpunkt über 350 °C lag, und Stopfbuchsen aus metallenem Werkstoff für die Abdichtung der Kolbenstange zu dem Zylindergehäuse verfügbar waren.

## Überhitzer in Kraftwerken

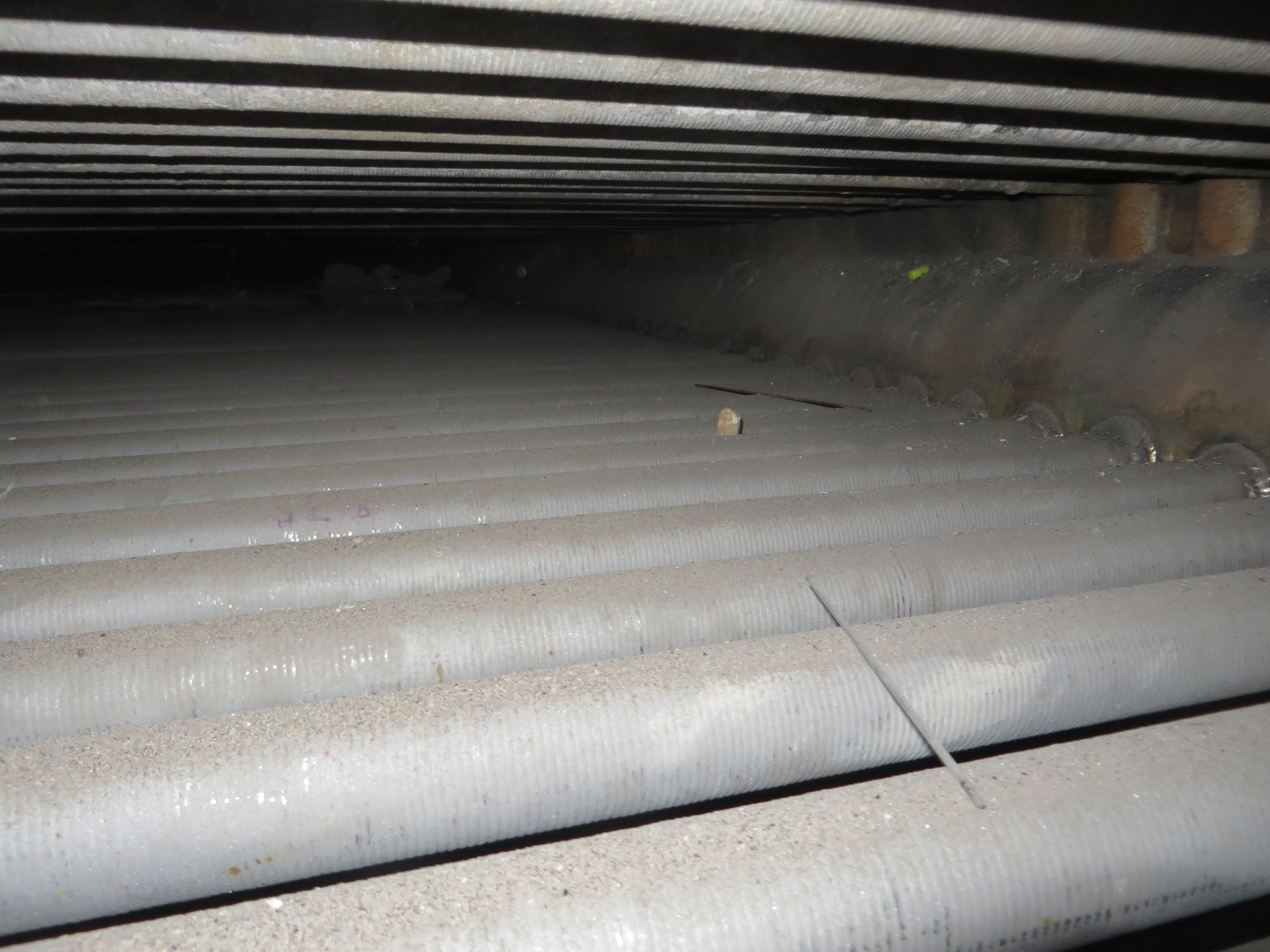
Überhitzer mit Cladding-Auftragsschweißung im Vertikalzug eines Biomassekraftewerks

Es wird unterschieden zwischen Strahlungsüberhitzern, die auch der Wärmestrahlung der Flamme ausgesetzt sind, und Berührungsüberhitzern, die nur durch den konvektiven Wärmeübergang von dem Rauchgas beheizt werden. Überhitzer werden in Wasserrohrkesseln oft als Schottenüberhitzer ausgeführt. Es handelt sich dabei um Rohranordnung mit 180°-Umlenkungen, die in einer Ebene liegen und vertikal aufgehängt sind. Die Rohrabstände sind so bemessen, dass die Verschmutzung und Brückenbildung durch Rußablagerungen zwischen den Rohren minimiert ist. Bei starkem Rußanfall müssen die Ablagerungen entfernt werden. Rußbläser werden in horizontalen Zügen eingebaut, die mittels Luft oder Dampf die Verschmutzungen von den Rohren abreingen. Im Falle eines horizontalen Überhitzerzugs (sogenannten Dackelzug) werden Abklopfeinrichtungen verwendet.
Bei Naturumlaufkesseln wird der Nassdampf über einen Tropfenabscheider aus der Trommel entnommen und dem Überhitzer zugeführt. Der Überhitzer besteht meistens aus Teilüberhitzerflächen, die entsprechend der Strömungsrichtung des Heißdampfes nummeriert sind. Der Dampf von der Trommel wird zuerst in den Überhitzerteil 1 geleitet, der als letzter im Rauchgasweg angeordnet ist. Die weiteren Überhitzer sind in Gegenrichtung zum Rauchgasstrom – also zum heißeren Bereich hin – angeordnet. Die einzelnen Teilüberhitzer bilden somit eine Gegenstromanordnung. Der Vorteil ist eine günstigere mittlere Temperaturdifferenz zwischen Rauchgastemperatur und Heißdampftemperatur im jeweiligen Überhitzerteil. Damit wird der Wirkungsgrad durch eine bessere Ausnutzung der Rauchgasenthalpie erhöht und es wird eine Schonung der Überhitzerrohre erreicht.
Aufgrund von Lastschwankungen und insbesondere durch Rußablagerungen wird der Wärmeübergang zum Überhitzer stark beeinflusst. Daher ist es notwendig, die Überhitzungstemperatur zu regeln. Bei neuen Anlagen wird dies meistens durch eine Einspritzung von Kesselspeisewasser zwischen den Teilüberhitzern erreicht, die über die Austrittstemperaturen an dem jeweiligen Überhitzer geregelt wird. Eine andere Variante ist die Heißdampfkühlung. Der Heißdampf wird dabei durch eine Rohrschlange geleitet, die im wassergefüllten Teil der Dampftrommel angeordnet ist. Das kältere Trommelwasser mit der Sattdampftemperatur kühlt somit den Heißdampf; der Wärmeinhalt bleibt im System.
Im Kraftwerksbereich werden heute je nach eingesetztem Brennstoff und Größe der Anlage Dampftemperaturen von 420 bis 570 °C erreicht, die Entwicklung tendiert bei Großkraftwerken zu Dampftemperaturen von 600 °C und darüber. Jedoch vollzieht sich die Entwicklung nur in sehr kleinen Schritten, da über die Zeitstandfestigkeit der Wärmetauschermaterialien bei diesen Temperaturen und Drücken von bis zu 250 bar noch vergleichsweise wenig bekannt ist.
Beim Anfahren von Dampfkesseln mit Überhitzern muss darauf geachtet werden, dass eine Mindestdampfmenge immer durch den Überhitzer zum Anfahrventil strömt, um eine Überhitzung zu vermeiden. Die Sicherheitsventile sind hinter dem Überhitzer angeordnet. Bei absperrbaren Überhitzern muss auch ein Sicherheitsventil an der Dampftrommel installiert sein. Die Sicherheitsventile werden so eingestellt, dass das Ventil hinter dem Überhitzer früher als das an der Trommel öffnet. So ist sichergestellt, dass auch beim Ansprechen der Überdruckabsicherung der Überhitzer durchströmt wird.
Der Überhitzer besteht aus den beheizten Rohren durch die der zu erhitzende Dampf strömt, wobei diese sowohl an der Eintrittsseite als auch an der Austrittseite immer von Sammlern weg oder zu ihnen hin strömen. In diese Sammler binden nun wieder die zu- und abführenden Rohrleitungen ein.

## Überhitzer in Dampflokomotivkesseln

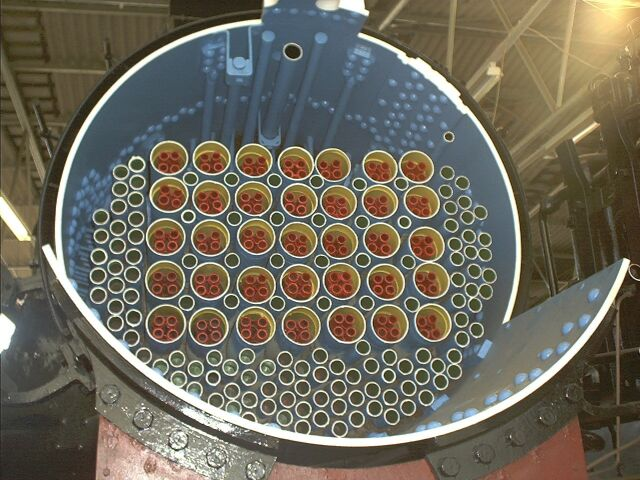
Lokomotivkessel mit Heizrohren (grün), Rauchrohren (gelb) und Überhitzerelementen (rot)

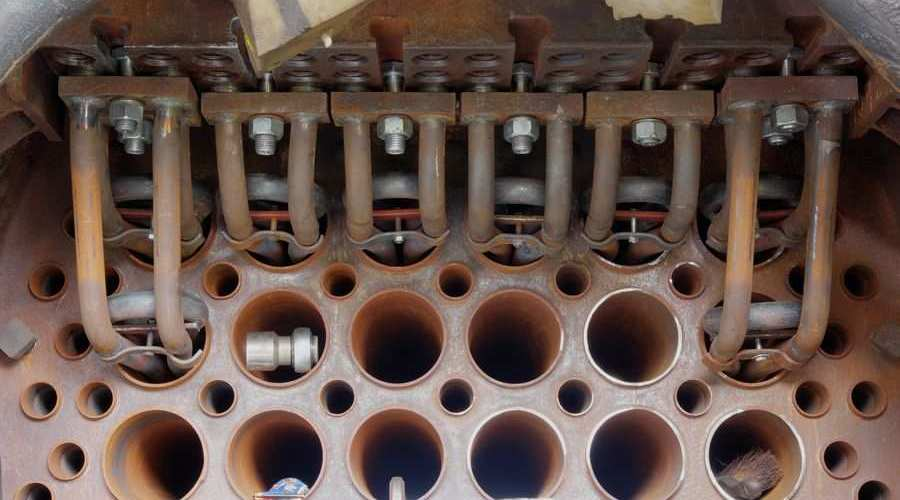
Rauchkammerrohrwand eines Lokomotivkessels mit teilweise entfernten Überhitzerelementen

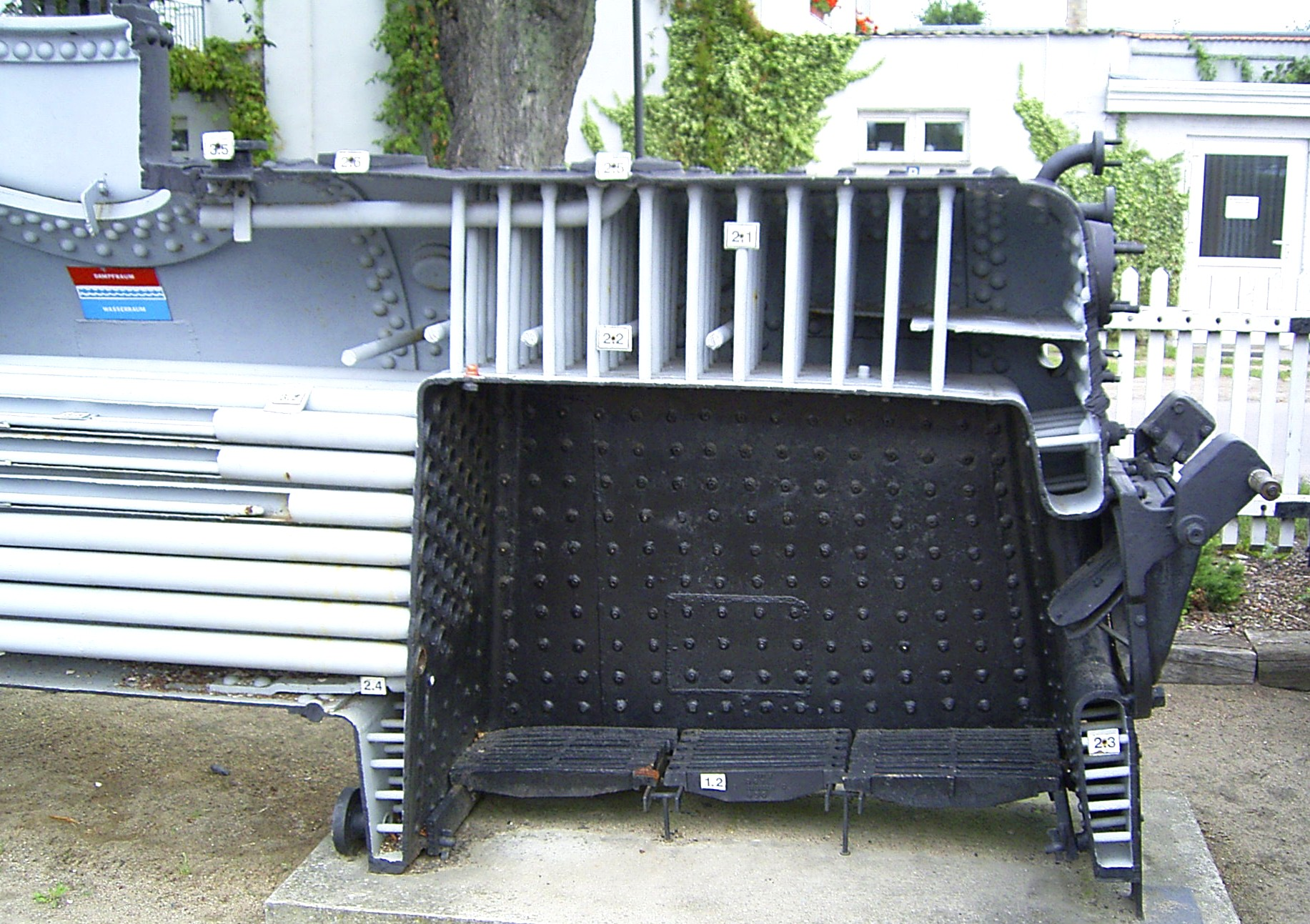
Schnittmodell hinterer Teil eines Lokomotivkessels. Ganz links sind in die aufgeschnittenen Rauchrohre eingeschobenen Überhitzerelemente zu erkennen, beim dritten von oben auch das U-förmige Ende.

Nach Versuchen mit anderen Bauformen (Flammrohrüberhitzer, Rauchkammerüberhitzer) setzte sich bei später gebauten Dampflokomotiven konstruktiv der von Wilhelm Schmidt entwickelte Rauchrohrüberhitzer als Überhitzereinrichtung durch.
Hier wird der Nassdampf vom Dampfdom zunächst in den Dampfsammelkasten geleitet. Von dessen Nassdampfteil gehen zahlreiche Überhitzerröhren (Überhitzerelemente) ab, die in die Rauchrohre des Kessels hineinragen. Die Überhitzerröhren sind U-förmig, so dass der Dampf die Länge des Kessels zweimal durchströmt, oder – häufig – in der Form von zwei miteinander verketteten ›U‹ ausgeführt (was mithin einem stilisierten ›W‹ entspricht), so dass die Kessellänge viermal durchströmt wird. Die Überhitzerröhren enden im Heißdampfteil des Dampfsammelkastens, wo der Dampf gesammelt und über Dampfeinströmrohre den Zylindern zugeführt wird.
Durch den abermaligen Kontakt mit der Hitze der Verbrennungsgase wird der Dampf auf 300 bis 400 °C erhitzt, und auch die feinen Wassertröpfchen verdampfen. Ohne weitere Druckerhöhung enthält damit der Dampf mehr Energie, zudem geht auf dem Weg zu den Zylindern kein Dampf durch Kondensation in den Rohrleitungen verloren. Zusätzlich senkt die geringere Dichte des Heißdampfes den Brennstoffverbrauch um etwa 20 % und den Wasserverbrauch um bis zu 45 %.
Nachteilig ist, dass die hohen Temperaturen bei Kolbenmaschinen den Einsatz von speziell geeigneten Schmiermitteln (Heißdampfölen) erforderlich machen, die im Vergleich zu Ölen für den Betrieb mit Nassdampf eine höhere Viskosität und einen höheren Flammpunkt aufweisen müssen.